# Sparkassenpreis für Vorbilder im Sport
Der Sparkassenpreis für Vorbilder im Sport ist ein seit 1992 jährlich vergebener Preis für eine Persönlichkeit im deutschen Sport. Er ist mit 40.000 Euro dotiert, wobei 20.000 Euro vom Geehrten für ein von ihm bestimmtes Förderprojekt im Nachwuchsbereich verwendet wird. Der Preis wird im Rahmen der Ehrung für die Sportler des Jahres in Baden-Baden verliehen. 
Gestiftet wird der Preis vom Deutschen Sparkassen- und Giroverband (DSGV) für „Persönlichkeiten aus dem Sport, die auch neben ihren Erfolgen, durch ihre Fairness, ihren Leistungswillen oder ihr charismatisches Auftreten jungen Sportlern und der Gesellschaft ein Vorbild sind“.

## Preisträger
| Jahr | Preisträger                                                                      | Sportart bzw. Funktion        |
| ---- | -------------------------------------------------------------------------------- | ----------------------------- |
| 2024 | Kim Bui                                                                          | Turnen                        |
| 2023 | Eric Frenzel                                                                     | Nordische Kombination         |
| 2022 | Felix Loch                                                                       | Rennrodeln                    |
| 2021 | Ronald Rauhe                                                                     | Kanurennsport                 |
| 2020 | Team Deutschland                                                                 |                               |
| 2019 | Sabine Spitz                                                                     | Radsport                      |
| 2018 | Kristina Vogel                                                                   | Radsport                      |
| 2017 | Gesa Felicitas Krause                                                            | Leichtathletik                |
| 2016 | Andreas Toba                                                                     | Turnen                        |
| 2015 | Thomas Lurz                                                                      | Schwimmen                     |
| 2014 | Antje Möldner-Schmidt                                                            | Leichtathletik                |
| 2013 | Kirsten Bruhn                                                                    | Schwimmen                     |
| 2012 | Ole Bischof                                                                      | Judo                          |
| 2011 | Verena Bentele                                                                   | Biathlon                      |
| 2010 | Britta Steffen                                                                   | Schwimmen                     |
| 2009 | Britta Heidemann                                                                 | Fechten                       |
| 2008 | Regina Halmich                                                                   | Boxen                         |
| 2007 | Heike Drechsler                                                                  | Leichtathletik                |
| 2006 | Ludger Beerbaum                                                                  | Springreiten                  |
| 2005 | Andreas Dittmer                                                                  | Kanurennsport                 |
| 2004 | Frank Luck                                                                       | Biathlon                      |
| 2003 | Udo Bölts                                                                        | Radsport                      |
| 2002 | Marko Baacke                                                                     | Nordische Kombination         |
| 2001 | Siegfried Sturm                                                                  | Trainer Nordische Kombination |
| 2000 | Claude Edorh                                                                     | Leichtathletik                |
| 1999 | Victor Majgurow                                                                  | Biathlon                      |
| 1998 | Georg Hackl                                                                      | Rennrodeln                    |
| 1997 | Helmut Diegel                                                                    | Leichtathletik-Funktionär     |
| 1996 | Alex Rădulescu                                                                   | Tennis                        |
| 1995 | Behindertensportverein TV Senden-Ay Stefan Böger                                 | Fußball                       |
| 1994 | Torsten Spanneberg                                                               | Schwimmen                     |
| 1993 | SV Werder Bremen Stuttgarter Publikum der Leichtathletik-WM Kipchoge Keino       | Fußball Leichtathletik        |
| 1992 | Thomas Lange Deutsche Nationalmannschaft der Biathleten Deutsches Zehnkampf-Team | Rudern                        |